# 극단 이즈키엘

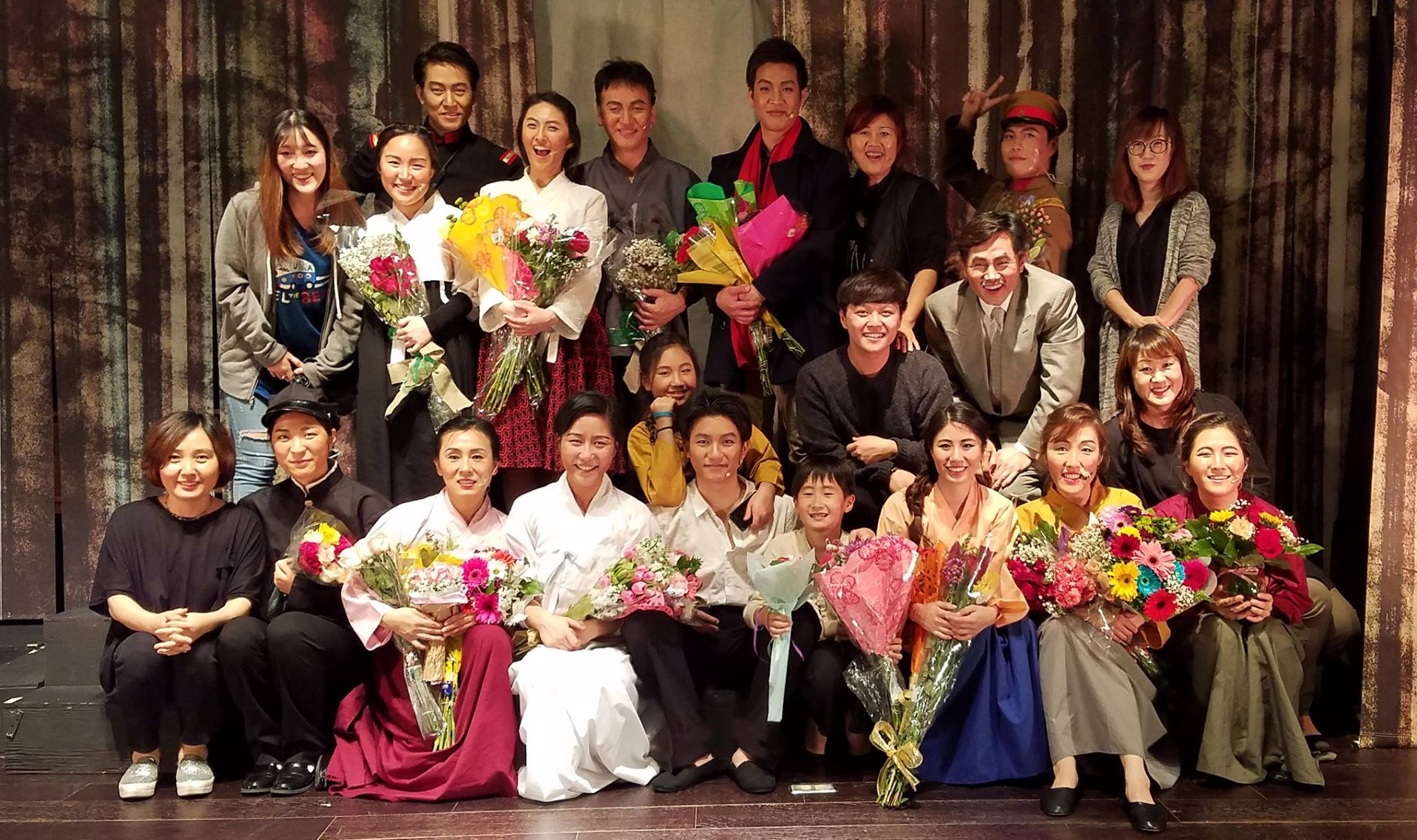
뮤지컬 청년 예수 공연 후

극단 이즈키엘은 2013년에 설립된 로스앤젤레스(LA) 기반의 기독교 공연예술 단체이다. 이 단체는 기독교 신앙을 주제로 한 다양한 공연을 통해 관객들에게 메시지를 전달하고 있다. 설립 초기부터 "관객을 성도에서 일반인으로 확대시키자"라는 슬로건을 사용해 활동해왔다.

### 설립 배경
- 설립 연도: 2013년
- 설립 목적: 기독교 신앙을 주제로 한 공연을 통해 다양한 관객에게 감동을 전달하기 위함.
- 주요 인물: 전수경 단장[2]을 비롯한 여러 예술가와 배우들이 참여하고 있다.

### 주요 활동 및 작품
- 청년 예수 뮤지컬: 1910년 한국을 배경으로 예수의 공생애를 그린 작품.[3]
- 마루마을 뮤지컬: 교회의 본질에 대한 메시지를 담은 작품. "교회는 건물이나 장소가 아니라 사람"이라는 메시지를 전달.[4]
- 마론인형 단편영화: 연극으로 시작해 단편 영화로 제작된 '마론인형'은 알츠하이머를 앓는 어머니와 딸의 이야기를 중심으로 전개.[5]
- 기타 작품': 그 맑고 환한 밤중에, 옴니버스 문, 퓨전 사극 살로메[6], 이인극 귀향, 연극 카덴자[7] 등 다양한 작품을 통해 기독교적 메시지를 전달하고 있다.